# Вольное (Згуровская община)
Вольное (укр. Вільне) — село, входит в Згуровскую поселковую общину Броварского района Киевской области Украины. До 2020 года входило в состав Згуровского района.
Население по переписи 2001 года составляло 212 человек. Почтовый индекс — 07623. Телефонный код — 4570. Занимает площадь 0,917 км². Код КОАТУУ — 3221984203.

## Местный совет
07644, Київська обл., Згурівський р-н, с. Нова Олександрівка, вул. Перемоги, 4

## История
- Хутор Бутовича был приписан не позднее 1788 года к Покровской церкви в Жуковке.[2]
- До 1922 года назывался хутор Бутовича[3]
- В 1911 году на хуторе Бутович Лехновской волости проживало 355 человек (190 мужского и 165 женского пола)[4]
- До 1945 года хутор Вольный.[5]